# Делісі (станція метро)
41°43′32″ пн. ш. 44°44′46″ сх. д. / 41.72556° пн. ш. 44.74611° сх. д.
Деліс(груз. დელისი) — станція Сабурталінської лінії Тбіліського метрополітену, розташована між станціями Самедіціно-Університеті та Важа-Пшавела.
Відкрита у 1979 р. Розташована в районі Делісі, від якого й дістала свою назву. У 1992—2007 рр. іменувалася Віктор Гоцирідзе (груз. ვიქტორ გოცირიძე).
Односклепінна станція мілкого закладення, з однією прямою острівною платформою. Виходи з обох торців станції по сходах. За станцією в бік Важа-Пшавела розташовані оборотні тупики.

## Ресурси Інтернету
- Тбіліський метрополітен [Архівовано 19 травня 2014 у Wayback Machine.](англ.)
- Тбіліський метрополітен(груз.)